# Auchy-en-Bray
Auchy-en-Bray is een dorpje in de Franse gemeente Villers-sur-Auchy in het departement Oise. Het ligt in het noordwesten van de gemeente, tegen de grens met buurgemeente Ferrières-en-Bray aan. Auchy ligt slechts een kilometer ten zuidwesten van het dorpscentrum van Villers-sur-Auchy.

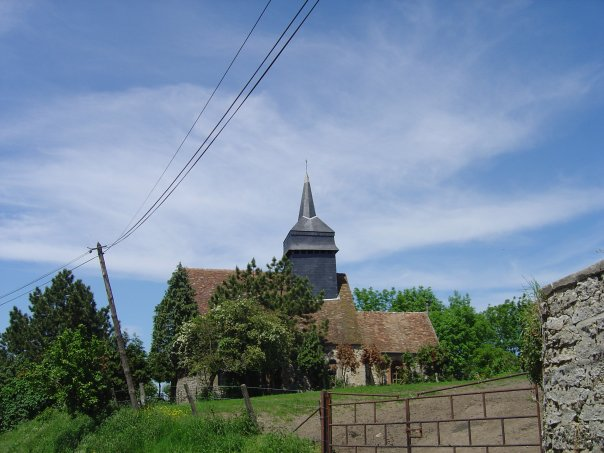
Église Saint-Taurin

## Geschiedenis
Oude vermeldingen van de plaats gaan terug tot de 12de eeuw als Auchi en Aucheium. Van de 13de tot de 16de eeuw kwamen vermeldingen voor als Auchiacum supra Hannachioe, wat staat voor "Auchy boven Hannaches". Daarna werd de plaats veeleer vermeld als Auchy-en-Bray, verwijzend naar het Pays de Bray. Op de 18de-eeuwse Cassinikaart is het dorpje als Auchy aangeduid.
Op het eind van het ancien régime eind 18de eeuw, toen de gemeenten werden gecreëerd, werd Auchy-en-Bray een gemeente. 
In 1826 werd de gemeente opgeheven en bij buurgemeente Villers-sur-Auchy gevoegd.

## Bezienswaardigheden
- De Église Saint-Taurin
- Het kasteel van Auchy, uit de 18de eeuw

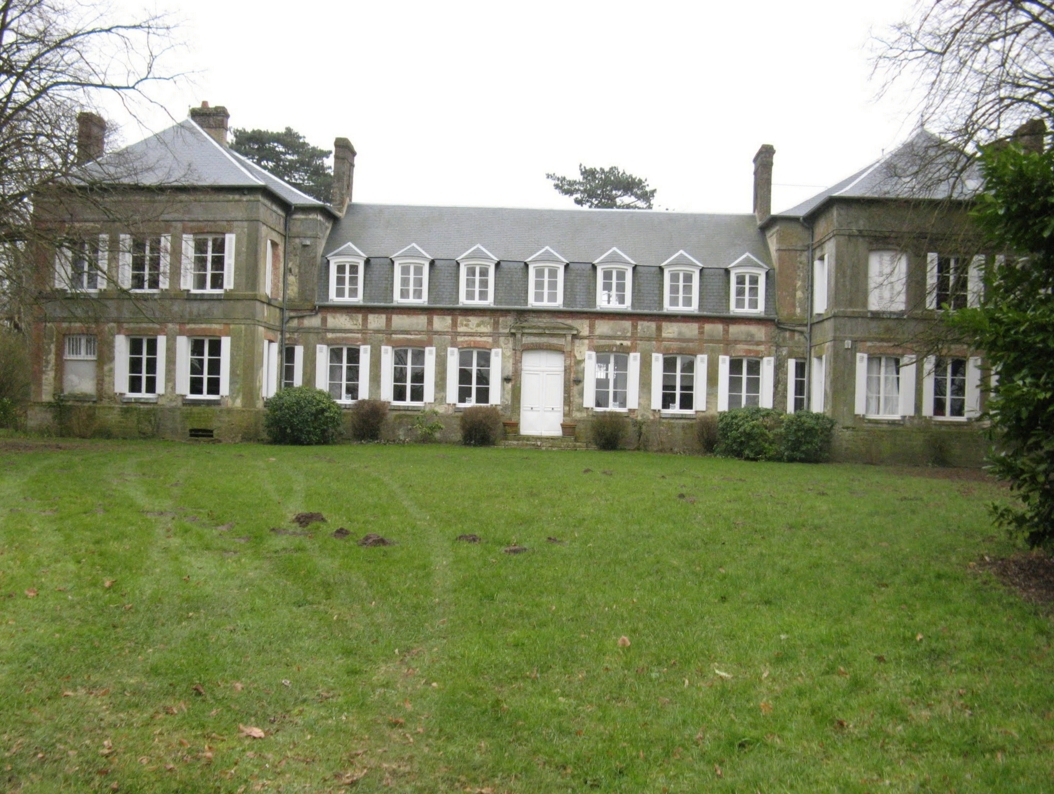
Kasteel van Auchy

Auchy-en-Bray · Orsimont · Villers-sur-Auchy